# Petr Nový (historik)
Petr Nový (* 21. srpna 1973 Jablonec nad Nisou) je český historik, historik umění, kurátor, muzejní pracovník, autor a editor zaměřený na české sklo, bižuterii a regionální historii Jizerských hor. Působí jako hlavní kurátor, ředitel pro odbornou činnost a zástupce ředitelky Muzea skla a bižuterie v Jablonci nad Nisou a šéfredaktor odborného časopis Sklář a keramik. Vedle několika stálých expozic připravil desítky výstav v České republice i zahraničí a vydal řadu knih, výstavních katalogů a odborných textů. Externě jako pedagog působil na Technické univerzitě v Liberci a Univerzitě Karlově v Praze. O českém skle a bižuterii přednášel nejen v mnoha evropských zemích, ale i v Severní Americe a Asii. Je laureátem Ceny České sklářské společnosti za rok 2015.

## Život
V letech 1987–1991 absolvoval gymnázium v Tanvaldu. V letech 1992–1997 studoval kulturní dějiny na Jihočeské univerzitě v Českých Budějovicích, kde obhájil diplomovou práci Artur Breisky – Duše a doba a roku 2003 na Historickém ústavu JU ČB obhájil rigorózní práci Lisované sklo a krystalerie v Jizerských horách (PhDr.). Postdoktorální studium v oboru Historické vědy – Moderní hospodářské a sociální dějiny absolvoval v letech 2019–2022 na Filozofické fakultě Univerzity Karlovy (Ph.D.), kde obhájil doktorskou práci Proměny jabloneckého exportu skla a bižuterie v první polovině 20. století.
Od roku 1997 je zaměstnán v Muzeu skla a bižuterie v Jablonci nad Nisou jako samostatný odborný pracovník, od roku 1999 jako vedoucí oddělení skla, od roku 2004 jako hlavní kurátor sbírkových a mobiliárních fondů, od roku 2012 též zástupce ředitelky muzea. Mezi lety 2013-2021 působil jako externí kurátor Galerie Kuzebauch v Praze. V letech 2008–2012 externě působil na Fakultě přírodovědně-humanitní a pedagogické Technické univerzity v Liberci. Externě přednášel též na Ústavu hospodářských a sociálních dějin Univerzity Karlovy v Praze (2018, 2023).
Petr Nový byl mezi lety 2009–2011 místopředsedou České sklářské společnosti, od roku 2011 je vedoucím Vydavatelství ČSS, s.r.o. a šéfredaktorem recenzovaného odborného časopisu Sklář a keramik. Je členem Akademie českého designu a laureátem Ceny České sklářské společnosti 2015. V roce 2023 mu porota soutěže Kniha roku Libereckého kraje udělila Zvláštní cenu za dlouhodobý přínos v odborné literatuře v oblasti sklářství. Obdržel též nejvyšší ocenění města Jablonec nad Nisou PRO MERITIS (2023) za přínos v oboru sklářství a bižuterie včetně publikační činnosti.

## Dílo
Petr Nový se odborně věnuje historii a současnosti sklářství a bižuterie a regionální historii Jizerských hor. Jako kurátor připravil námět a scénář stálé expozice skla Muzea skla a bižuterie (2004, redesign 2015), stále expozice vánočních ozdob Muzea skla a bižuterie (2019, realizace 2022), stálé expozice Sklářská osada Kristiánov (2017) a autorsky se podílel na tvorbě stálé expozice současného skla pro Huť František na Sázavě (2013) a expozice bižuterie Muzea skla a bižuterie (2004, redesign 2014).
Od roku 1997 jako kurátor připravil více než 50 výstav k tématu historického a současného skla či bižuterie v České republice a zahraničí, mezi nimi i úspěšné putovní zahraniční projekty Brilliant by Design, Handmade Dreams, Czech In a Christmas Treasure (s Dagmar Havlíčkovou) pro Česká centra nebo Hot and Cold pro Ministerstvo zahraničních věcí České republiky. V rámci Muzea skla a bižuterie je iniciátorem, autorem koncepce, koordinátorem a hlavním řešitelem současné podoby projektu Mezinárodní trienále skla a bižuterie, které patří mezi největší prezentační projekty tohoto typu v Evropě.
Petr Nový vydal, nebo se autorsky podílel na vydání, téměř 70 knižních publikací a katalogů, z nichž řada byla publikována ve vícejazyčných verzích. O českém skle či bižuterii přednášel vedle ČR na Slovensku, v Polsku, Maďarsku, Bulharsku, Rumunsku, Řecku, Německu, Kanadě, USA, Číně, Japonsku nebo Korejské republice. Je též stálým členem odborných komisí soutěží Master of Crystal a Mistrovství světa v broušení skla ve Světlé nad Sázavou.

### Publikace (výběr)
- Nová Louka – Kristiánov, 96 s., Městské knihy (nakl. 555) 2007, ISBN 978-80-87100-02-8
- Jablonecká bižuterie, 168 s., Nakl. Grada 2008, ISBN 978-80-247-2250-4 (brož.)
- Zázračné prameny. Lázeňské a upomínkové sklo, Muzeum skla a bižuterie v Jablonci nad Nisou 2009, ISBN 9788086397092 (s D. Havlíčkovou)
- Soumrak perličkového kraje, 128 s., Muzeum skla a bižuterie v Jablonci nad Nisou 2011, ISBN 978-80-87100-14-1[10]
- Ingrid – víc než jen značka / More than hust a brand / Mehr als eine Marke (Heinrich Hoffmann & Curt Schlevogt), 156 s., Jablonec nad Nisou 2012, ISBN 978-80-86397-14-6
- Příběh o perličce / The Magical World of Czech Beads, 47 s., Preciosa Ornela 2014, ISBN 978-80-260-6375-9
- Pohyb - výraz - emoce / Motion - Expression - Emotion / Bewegung - Ausdruck - Emotion (Figury a figurky v českém sklářském umění a řemesle / Figures and Figurines in Bohemian and Czech Glass Art and Craft / Figuren und Figürchen der böhmischen und tschechischen Glaskunst und dem Gewerbe), 165 s., Muzeum skla a bižuterie v Jablonci nad Nisou 2015, ISBN 978-80-86397-17-7
- Sklo z Desné / Desná Glass 1847-2017, 179 s., PRECIOSA ORNELA A.S. 2017, ISBN 978-80-86397-28-3
- Ve službách módy a stylu (Česká bižuterie v období první republiky (1918-1938)), 222 s., Nakladatelství Academia, Středisko společných činností Akademie věd ČR, v. v. i., Praha 2017, ISBN 978-80-200-2708-5[11]
- Nová Louka - Kristiánov - Historie a současnost sklářských osad, 235 s., Muzeum skla a bižuterie v Jablonci nad Nisou 2021, ISBN 978-80-86397-38-2[12]

### Spoluautor
- Schránky vůní / The world of toilet glass / Welt der Duftbehälter (české toaletní sklo od 18. století po současnost = The world of toilet glass = Welt der Duftbehälter), 123 s., Muzeum skla a bižuterie v Jablonci nad Nisou 1999, ISBN 80-901809-0-6
- Jablonecký knoflík (Příběh jabloneckého knoflíku), 192 s., Muzeum skla a bižuterie v Jablonci nad Nisou 2007, ISBN 978-80-86397-04-7
- Umění všedního dne / Everyday Art / Kunst des Alltags, 68 s., Muzeum skla a bižuterie v Jablonci nad Nisou 2007, ISBN 978-80-86397-05-4
- Historie a současnost podnikání na Jablonecku, Tanvaldsku a Železnobrodsku263 s., Městské knihy 2007, ISBN 978-80-86699-49-3
- Sborník muzea Karlovarského kraje, 370 s., Krajské muzeum Karlovarského kraje 2009, ISBN 978-80-85018-71-4
- Skleněné vánoční ozdoby / Glass Christmas Tree Ornaments / Glas-Christbaumschmuck (Minulost, současnost, vize / Past, Present, Vision / Vegangenheit, Gegenwart, Vision), 158 s., Muzeum skla a bižuterie v Jablonci nad Nisou 2010 ISBN 978-80-86397-12-2
- Anna Habánová (ed.), 1906: Německočeská výstava Liberec / Deutschböhmische Ausstellung Reichenberg, 271 s., Oblastní galerie Liberec 2016, ISBN 978-80-87707-18-0
- UMPRUM ATTACK!, 213 s., Vysoká škola uměleckoprůmyslová v Praze 2016, ISBN 978-80-86863-84-9
- Zásadský ráj. Příběh českých perliček / The Story of Czech Seed Beads, 245 s., Muzeum skla a bižuterie v Jablonci nad Nisou 2018, ISBN 978-80-86397-30-6
- Dva v jednom 1918–2018 (Design českého a slovenského skla / Dizajn českého a slovenského skla / Design of Czech and Slovak Glass), 329 s., Muzeum skla a bižuterie v Jablonci nad Nisou 2018 ISBN 978-80-86397-31-3
- Sklo Ladislava Olivy, 71 s., Nakladatelství RK (Roman Karpaš), Liberec 2019, ISBN 978-80-87100-42-4
- Kaleidoskop vkusu / Kaleidoscope of Taste (Československá bižuterie na výstavách 1948-1989 / Czechoslovak Costume Jewellery Exhibitions 1948-1989), 212 s., Muzeum skla a bižuterie v Jablonci nad Nisou 2020, ISBN 978-80-86397-36-8
- Hledání rovnováhy / Finding Balance (Design československého lisovaného skla 1948-1989 / Design of Czechoslovak Pressed Glass 1948-1989), 253 s., Muzeum skla a bižuterie v Jablonci nad Nisou 2021, ISBN 978-80-86397-40-5
- Průvodce stálými expozicemi Muzea skla a bižuterie v Jablonci nad Nisou, 120 s., Spolek přátel Muzea skla a bižuterie v Jablonci nad Nisou ve spolupráci s Muzeem skla a bižuterie v Jablonci nad Nisou 2021, ISBN 978-80-270-1267-1
- Jan Exnar: Ateliér Ex, 62 s., Artificium 2022, ISBN 978-80-907692-1-2
- Petr Nový, Helena Braunová: Riedel. SKLO, TRENDY, INOVACE. Užitkové, dekorativní, luxusní a osvětlovací sklo firmy Jos. Riedel a jejích předchůdců (1752–1945) / Riedel. GLASS, TRENDS, INNOVATIONS. The Glassware, Decorative, Luxury, and Lighting Glass by Jos. Riedel Company and the Predecessors (1752–1945), 544 s., Muzeum skla a bižuterie v Jablonci nad Nisou, 2022, ISBN 978-80-86397-42-9,

### Katalogy (výběr)
- Jedním dechem, 20 s., Muzeum skla a bižuterie v Jablonci nad Nisou 2016, ISBN 978-80-86397-21-4
- Jakub Berdych st.: Sklorealismus, Galerie Kuzebauch Praha 2018
- Černá bižuterie / Black Costume Jewellery / Schwarze Bijouterie (Minulost, současnost / Past, Contemporary / Vergangenheit, Gegenwart), 28 s., Muzeum skla a bižuterie v Jablonci nad Nisou 2008, ISBN 978-80-86397-07-8 (s M. Provazníkovou)
- Trendy.Design.Produkce / Trends.Design.Production (Mezinárodní trienále skla a bižuterie 2014), 148 s., Muzeum skla a bižuterie v Jablonci nad Nisou 2014, ISBN 978-80-86397-15-3
- Sklo z Desné / Desná Glass 1847–2017, 179 s., Preciosa Ornela, a.s., Desná 2017, ISBN 978-80-86397-28-3
- No limits (Mezinárodní trienále skla a bižuterie / International Triennial of Glass & Jewellery 2017) (Současné umělecké sklo z České republiky / Contemporary Artistic Glass from Czech Republic), 84 s., Muzeum skla a bižuterie v Jablonci nad Nisou 2017, ISBN 978-80-86397-19-1
- Trendy.Design.Produkce / Trends. Design. Production (Mezinárodní trienále skla a bižuterie 2017), 262 s., Muzeum skla a bižuterie v Jablonci nad Nisou 2017, ISBN 978-80-86397-25-2
- Materiál: Sklo / Material: Glass ( Mezinárodní trienále skla a bižuterie 2017), 28 s., Muzeum skla a bižuterie v Jablonci nad Nisou 2017, ISBN 978-80-86397-27-6 (s M. Novákem)
- Redesign (Mezinárodní trienále skla a bižuterie 2017) (Práce studentů Univerzity Tomáše Bati ve Zlíně inspirované sbírkovými předměty muzea / Works by students of the Tomas Bata University in Zlín inspired by exhibits from the museum collections), 28 s., Muzeum skla a bižuterie v Jablonci nad Nisou 2017, ISBN 978-80-86397-22-1 (s P. Stanickým)
- A.TO.MY! / And That’s Us! (Mezinárodní trienále skla a bižuterie 2017), 52 s., Muzeum skla a bižuterie v Jablonci nad Nisou 2017, ISBN 978-80-86397-26-9
- Designová 10° / Decade of Design (2010–2019), 132 s., Muzeum skla a bižuterie v Jablonci nad Nisou 2020, ISBN 978-80-86397-35-1
- Reflexe / Reflection (Zahraniční sklářští výtvarníci tvořící v České republice / Foreign Glassmakers Working in the Czech Republic), 32 s., Muzeum skla a bižuterie v Jablonci nad Nisou 2020, ISBN 978-80-86397-37-5
- Materiál: Sklo – Architektura / Material: Glass – Architecture, 34 s., Muzeum skla a bižuterie v Jablonci nad Nisou 2020, ISBN 978-80-86397-34-4
- Trendy.Design.Produkce / Trends.Design.Production, 176 s., Muzeum skla a bižuterie v Jablonci nad Nisou 2020, ISBN 978-80-86397-33-7

### Kurátor výstav (výběr)
- 2013–2015 BRILLIANT BY DESIGN. Contemporary Czech Glass and Porcelain, putovní výstava, pro Česká centra
- 2015 STRUCTURES – CONTEMPORARY CZECH GLASS ART, Révélations-Banquet, Paříž, pro Galerii Kuzebauch
- 2016–2020 HANDMADE DREAMS. Contemporary Czech Fashion Jewellery, putovní výstava, pro Česká centra
- 2016 JEDNÍM DECHEM – Sklo Michaely Tomíškové a Jakuba Janďourka, Muzeum skla a bižuterie v Jablonci nad Nisou
- 2017 Příběh křišťálu Moser, Obecní dům v Praze, pro Moser
- 2017 Materiál: Sklo / Material: Glass (Mezinárodní trienále skla a bižuterie 2017), Jablonec nad Nisou
- 2017 A.TO.MY! / And That’s Us! (Mezinárodní trienále skla a bižuterie 2017), Jablonec nad Nisou
- 2017 Redesign (Mezinárodní trienále skla a bižuterie 2017), Jablonec nad Nisou
- 2018 DVA V JEDNO. Design českého a slovenského skla 1918–2018, Muzeum skla a bižuterie v Jablonci nad Nisou (s M. Hlavešem a P. Illem)
- 2019 Glass Rituals, Collect, Londýn, pro Galerii Kuzebauch
- 2019 Cross the Line. Variability of the Czech and Slovak Contemporary Glass, Czech House, Jerusalem
- 2020 Metaphors of Nature, Collect, Londýn, pro Galerii Kuzebauch
- 2020 Materiál: Sklo – Architektura: Průmysl, high-tech, speciální produkty, řemeslo (Mezinárodní trienále skla a bižuterie 2020), Jablonec nad Nisou
- 2020/ Trendy.Design.Produkce (Mezinárodní trienále skla a bižuterie 2020), Jablonec nad Nisou
- 2020/2021 Designová 10°: Designové novinky z muzejních sbírek 2010–2019 (Mezinárodní trienále skla a bižuterie 2020), Jablonec nad Nisou
- 2020/2021 Reflexe: Zahraniční sklářští výtvarníci tvořící v České republice (Mezinárodní trienále skla a bižuterie 2020), Jablonec nad Nisou
- 2021/2022 HLEDÁNÍ ROVNOVÁHY. Design československého lisovaného skla 1948–1989 / FINDING BALANCE. Design of Czechoslovak pressed glass 1948–1989 (s J. Polaneckým, H. Braunovou a D. Havlíčkovou)
- 2021 Christmas Treasure. Contemporary Czech Glass Ornaments, pro Česká centra (s D. Havlíčkovou)
- 2022 HOT HOT HOT: Sklo, keramika a porcelán od A po Z, Národní technické muzeum v Praze, pro Asociaci sklářského a keramického průmyslu ČR
- 2022 L'âme du verre, České centrum, Paříž
- 2022 Miluše a René Roubíčkovi 100, Muzeum skla a bižuterie v Jablonci nad Nisou a Kunratice u Cvikova
- 2022 Dana Zámečníková – Země v oblacích, Muzeum skla a bižuterie v Jablonci nad Nisou
- 2022/2023 EVROPSKÝ STŮL – Nápojové sklo symbolizující členské země EU / EUROPEAN TABLE – Drinking glass symbolizing EU member states, Muzeum skla a bižuterie v Jablonci nad Nisou, Varšava, Lodž, Brusel
- 2022/2023 Gizela Šabóková – Monument, Muzeum skla a bižuterie v Jablonci nad Nisou
- 2022/2023 Snění o budoucnosti. Design československého skla a bižuterie 1948–1989, Muzeum skla a bižuterie v Jablonci nad Nisou (s J. Polaneckým, K. N. Novákovou, K. Hruškovou, H. Braunovou a D. Havlíčkovou)
- 2022 CZECH IN – World-renowned glassinnovations from Czechia, putovní výstava, pro Česká centra, Spanish Royal Glass Works in La Granja Museum of Glass, Politechnika Poznańska University, Wydział Architektury, Český dům, Bratislava,[13][14] Art Basel Hong Kong.[15]